# Kamil Dworaczek
Kamil Dworaczek (ur. 1985 w Pyskowicach) – polski historyk, doktor habilitowany nauk humanistycznych w zakresie historii, pracownik Instytutu Pamięci Narodowej – Komisji Ścigania Zbrodni przeciwko Narodowi Polskiemu.

## Życiorys
W 2009 r. ukończył studia na Wydziale Nauk Historycznych i Pedagogicznych Uniwersytetu Wrocławskiego. Za swoją pracę magisterską został w 2009 r. wyróżniony Nagrodą im. Władysława Pobóg-Malinowskiego za Najlepszy Debiut Historyczny Roku (II miejsce w kategorii prac magisterskich). W 2014 r., również na Uniwersytecie Wrocławskim, uzyskał stopień doktora nauk humanistycznych na podstawie rozprawy pt. Niezależne Zrzeszenie Studentów 1980-1981 (I nagroda w konkursie Europejskiego Centrum Solidarności w Gdańsku na najlepszą pracę doktorską dotyczącą historii i idei „Solidarności” oraz opozycji wobec komunizmu i dyktatury). W pracy naukowej koncentruje się na tematach związanych z historią Polski po 1945 r. i działalnością opozycji w PRL. Jego ostatnie prace są poświęcone katastrofie czarnobylskiej. W 2019 r. został wyróżniony stypendium Ministra Nauki i Szkolnictwa Wyższego przyznawanego młodym naukowcom.
Od 2010 r. jest związany z wrocławskim oddziałem Instytutu Pamięci Narodowej, gdzie pracował w Biurze Edukacji Publicznej, a następnie w Oddziałowym Biurze Badań Historycznych IPN we Wrocławiu, od marca 2021 pełnił funkcję naczelnika tegoż Biura. W listopadzie 2022 r. został powołany na stanowisko dyrektora Oddziału IPN we Wrocławiu.

## Wybrane publikacje
Jest autorem publikacji:

### Monografie
- NSZZ „Solidarność” w PKP. Przykład Dolnośląskiej Dyrekcji Okręgowej Kolei Państwowych, Warszawa–Wrocław 2020,
- „Mówiono o mnie, że jestem Robespierrem”. Adam Skowroński 1931–2017, Wrocław 2019,
- Stacja Solidarność. Protest głodowy kolejarzy 21–27 października 1980 roku, Warszawa 2018 (współautor),
- Zaszczytów nie pragnął, karierowiczów nie rozumiał. Hubert Hanusiak (1942–1998). Człowiek Solidarności, Wrocław 2018,
- Studencki Komitet Solidarności we Wrocławiu 1977–1980, t. 1–3, Warszawa–Wrocław 2017,
- Niezależne Zrzeszenie Studentów 1980–1981, Wrocław 2016,
- Ruch „Wolność i Pokój” we Wrocławiu, Warszawa 2016 (współautor),
- Chodziło mi o Polskę. Barbara Sarapuk 1940–2015, Wrocław 2016,
- „Wszystko, co robiliśmy, okazało się potrzebne”. Wspomnienia o Studenckim Komitecie Solidarności we Wrocławiu, Wrocław 2012 (współautor),
- Burzliwa dekada. Niezależne Zrzeszenie Studentów we Wrocławiu 1980–1989, Warszawa 2012.
- Studencki Komitet Solidarności we Wrocławiu (1977–1980), Warszawa 2011.

### Współredaktor tomów studiów
- Wolni i solidarni. Solidarność Walcząca na Dolnym Śląsku w Encyklopedii Solidarności, Wrocław 2022,
- „Tej walki nie możemy przegrać!” Strajki, protesty i bunty w II. połowie XX i XXI wieku – perspektywa gospodarcza i społeczna, Wrocław 2021,
- Środowisko studenckie w krajach bloku sowieckiego 1945–1990, Warszawa–Wrocław 2020,
- Encyklopedia Solidarności. Opozycja w PRL 1976–1989, t. 4, Warszawa 2020,
- Encyklopedia Solidarności. Opozycja w PRL 1976–1989, t. 3, Warszawa 2019,
- Letnia Szkoła Historii Najnowszej 2012, Warszawa 2013,
- „Budujemy nową Polskę?”. Materiały z konferencji studenckiej poświęconej najnowszym dziejom Polski.

### Artykuły (wybór)
- Information policy of the Soviet Union after the Chernobyl disaster and international nuclear safety, [w:] Bezpieczeństwo personalne a bezpieczeństwo strukturalne, t. X: Oręże informacyjne, Wrocław 2021,
- Sekcje branżowe w Niezależnej SZZ „Solidarność” w latach 1980–1981 – zarys zagadnienia, [w:] Od nadziei do niepodległości. NSZZ „Solidarność” 1980–1989/90. Studia i szkice, Wrocław-Warszawa 2021,
- W poszukiwaniu trzeciej drogi. Koncepcje ustrojowo-gospodarcze Solidarności Walczącej i Polskiej Partii Socjalistycznej, [w:] W poszukiwaniu programu. Studia i szkice z dziejów opozycji politycznej w PRL 1976–1989, Wrocław-Warszawa 2020,
- Władze Związku Sowieckiego wobec katastrofy czarnobylskiej, [w:] „Studia z dziejów Rosji i Europy Środkowo-Wschodniej” 2020, t. LV, z. 1,
- The Reaction of the Polish Opposition to Acts of Repression and Civil Rights Violations in Other Communist States in the Years 1987–1989, [w:] „Securitas Imperii” 2020, nr 1(36),
- Studenccy liderzy solidarnościowej rewolucji 1980–1981. Próba charakterystyki, [w:] Środowisko studenckie w krajach bloku sowieckiego 1945–1990, Warszawa–Wrocław 2020,
- Poligrafia Solidarności Walczącej – przykład struktury zbudowanej przez Barbarę Sarapuk, [w:] Solidarność Walcząca 1982–1990: Studia i szkice, Szczecin–Warszawa 2019,
- Propaganda anlässlich der Studentenproteste in der VR Polen – 1946–1968–1981/1982. Konstanten und Abweichungen, [w:] Propaganda in der VR Polen und der DDR. Themen – Institutionen – Kampagnen, Wrocław 2019,
- Reactiile opozitiei poloneze la protestele anti-regim din alte tari comuniste in perioada 1987–1989, [w:] Opozitie si solidaritate in comunism, 2018,
- Solidaritatea în Polonia – cercetare şi popularizare. Impactul Institutului Memoriei Naţionale, [w:] După 25 de ani. Evaluări şi reevaluări istoriografice privind comunismul, Jassy 2017,
- Podziemne drukarstwo we Wrocławiu na przykładzie największych inicjatyw wydawniczych[w:] „Dzieje Najnowsze”, 2016, nr 4,
- The “Second Circulation” in Wrocław: The Major Publishers, [w:] Duplicator Underground: The Independent Publishing Industry in Communist Poland, 1976–89, Bloomington 2016,